# フォーリーフジャパン
株式会社フォーリーフジャパンは、大阪府大阪市北区に本社を置き、造園管理全般・福祉関連事業を営む日本の企業。

## 概要
2003年4月に設立された。2016年1月に造園管理全般を主な事業とする。

## 沿革
- 2014年3月25日を以て「リレーションビジネス」を終了した[1]
- 2016年1月　造園管理業、庭園設計業務を開始
- 2016年4月　福祉関連事業、介護施設運営コンサルティング業務を開始
- 2016年6月　ガーデニング教室、盆栽教室の企画運営サービスを開始

## 業務の一部停止に関して
同社は経済産業省より2009年2月20日から8月19日まで半年間に渡る業務の一部停止（連鎖販売に関する新規の勧誘、申込み受付及び契約締結に係る業務）処分を受けた。同社はこの処分に関する詳細を公開していた。
同年3月、同社は上記の勧誘に関わったとされるビジネスエージェントメンバーの処分（除名10名、永久退会処分49名）を行った。また、外部有識者を交えた第三者機関「フォーリーフジャパン倫理委員会」を設置し2014年6月までの期間に11回開催した。

## 企業スポンサー
- モータースポーツ (F1) スポンサー

2007年、第15戦日本GP～同年シーズンオフまでF1レーシングチーム「スーパーアグリF1チーム」とスポンサー契約を行った。スポンサー時のファーストドライバーは佐藤琢磨、セカンドドライバーはアンソニー・デビッドソンの体制であった。
- Jリーグ 公式スポンサー

前述の業務停止命令の解除後まもない2009年8月28日、Jリーグの大分トリニータと2010年1月末までのユニホームの胸スポンサー契約を結んだ。トリニータの溝畑宏社長は契約について十分審査を行ったと説明しているが、9月2日に行われた広瀬勝貞大分県知事の定例会見において懸念が表明された。さらに9月13日に九州石油ドーム（当時）において開催されたジュビロ磐田戦において、同社関係者が観戦していた中で一部サポーターが同社やトリニータの溝畑宏社長を揶揄する横幕を掲げた。横幕はクラブからの要求で一旦は外されたもののその後もとに戻された。クラブは後日この横幕に関わったサポーター4名を無期限入場禁止処分にした。
フォーリーフとのスポンサー契約は同年シーズン終了をもって打ち切りとなった。トリニータのJ2降格の責任をとり溝畑宏は辞任した。無期限入場禁止処分を課されたサポーターへの処分は撤回された。

## フォーリーフジャパン柔道部
女子柔道部が好成績を収めている。主な選手は、松本薫（ロンドンオリンピック柔道女子57kg級 日本代表、国際柔道連盟 (IJF) ランキング1位）。女子52kg級の中村美里に続きグランドスラム 大会を全制覇した2人目の選手である。
柔道全日本実業団体対抗大会においては、2009年 - 2011年にかけて3連覇を達成しているが、同大会女子2部においては史上初の快挙である。
主な戦績（団体、個人）
- 2009年
  - 4月 - フォーリーフ ジャパン柔道部発足
  - 6月 - 第59回柔道全日本実業団体対抗大会女子第2部 優勝
  - 8月 - 第39回全日本実業柔道個人選手権大会　男子100Kg級（本郷光道）、女子78kg超級（立山真衣） 優勝
- 2010年
  - 5月 - グランドスラム（ブラジル・リオデジャネイロ）大会 女子57kg級 優勝（松本薫）
  - 6月 - 第60回柔道全日本実業団体対抗大会女子第2部 優勝（大会2連覇）
  - 8月 - 第40回全日本実業柔道個人選手権大会 男子100Kg級 優勝（本郷光道）
  - 9月- 世界柔道選手権大会2010 女子57kg級 優勝（松本薫）
  - 11月 - 第16回広州アジア競技大会（柔道）女子57kg級 優勝（松本薫）
  - 12月 - グランドスラム（東京2010）女子57kg級 優勝（松本薫）
- 2011年
  - 4月 - 全日本選抜柔道体重別選手権大会 女子57kg級 優勝（松本薫）
  - 5月 - 第61回全日本実業柔道団体対抗大会 女子第2部 優勝（大会3連覇）
  - 12月 - グランドスラム（東京2011）女子57kg級 優勝（松本薫）
- 2012年
  - 1月 - ワールドマスターズ2012（カザフスタン）女子57kg級 優勝（松本薫）
  - 2月 - グランプリ（デュッセルドルフ）女子57kg級 優勝（松本薫）
  - 5月 - ロンドンオリンピック柔道女子57kg級日本代表に松本薫が選出される
  - 7月 - ロンドンオリンピック柔道女子57kg級 優勝（松本薫）[8]
- 2013年
  - 11月 - 講道館杯 女子57kg級 優勝（松本薫）
- 2014年
  - 2月 - グランプリ（デュッセルドルフ）女子57kg級 優勝（松本薫）
  - 6月 - グランプリ（ブダペスト）女子57kg級 優勝（松本薫）
- 2015年
  - 3月 - 廃部[9]